# كينيلم ديجبي
سير كينيلم ديجبي (11 يوليو 1603 - 11 يونيو 1665) كان أحد رجال البلاط ودبلوماسيًا إنجليزيًا. عرف بكونه فيلسوفًا طبيعيًا مرموقًا وفلكيًا، واعتبر من المثقفين الكاثوليك الرومان والبلاكلويست الرائدين. لتنوع مواهبه، وُصف في كتاب «أوكسونينسيس أكاديميا» لجون بوينتر (1749) بأنه «مخزن جميع الفنون والعلوم، أو (كما وصفه البعض) زينة هذه الأمة».

## نشأته وتعليمه
ولد ديجبي في غيهيورست، باكينغهامشير، إنجلترا. انحدر من عائلة من النبلاء، لكن تمسك عائلته بالكاثوليكية الرومانية حدد مسيرته المهنية. أُعدم والده، السير إيفرارد، في عام 1606 بسبب دوره في مؤامرة البارود. كان كينيلم محظوظًا بما يكفي ليحظى بتأييد جيمس الأول ليتم اقتراحه كعضو في الأكاديمية الملكية التي طرحها إدموند بولتون (مع جورج تشابمان، مايكل درايتون، بن جونسون، جون سيلدن والسير هنري ووتون). كانت والدته ماري، ابنة ويليام موشلو. وكان عمه، جون ديجبي، أول إيرل لبريستول.
ذهب إلى قاعة غلوستر، أكسفورد، في عام 1618، حيث تلقى تعليمه على يد توماس ألين، لكنه غادر دون الحصول على درجة علمية. مع الوقت، أوصى ألين لديجبي بمكتبته، وقد تبرع الأخير بها إلى مكتبة بودلي.
أمضى ثلاث سنوات في القارة الأوروبية بين عامي 1620 و1623، حيث وقعت ماري دي ميديشي في حبه بجنون (كما روى لاحقًا). في عام 1623، في مدريد، عين ديجبي في البلاط الملكي للأمير تشارلز، الذي كان قد وصل لتوه هناك. بعد عودته إلى إنجلترا في نفس العام، ترقى إلى رتبة فارس من قبل جيمس الأول وعُين سيدًا في الغرفة الخاصة لتشارلز. منح درجة الماجستير في الآداب من جامعة كامبريدج خلال زيارة الملك للجامعة في عام 1624.

## مسيرته
حوالي عام 1625، تزوج من فينيشيا ستانلي، والتي وصف تودده لها برمزية. أصبح عضوًا في المجلس الخاص لتشارلز الأول ملك إنجلترا. نظرًا لإعاقة كونه كاثوليكيًا رومانيًا تعيينه في منصب حكومي، اعتنق الأنجليكانية.
أصبح ديجبي قرصانًا في عام 1627. بإبحاره على متن سفينته الرئيسية، النسر (التي أُعيد تسميتها فيما بعد إلى أرابيلا)، وصل قبالة جبل طارق في 18 يناير واستولى على عدة سفن إسبانية وفلمنكية. بين 15 فبراير و27 مارس، ظل متوقفًا على الراسي قبالة الجزائر بسبب مرض رجاله، وحصل على وعد من السلطات بمعاملة أفضل للسفن الإنجليزية: أقنع حكام المدينة بتحرير 50 عبدًا إنجليزيًا. استولى على سفينة هولندية بالقرب من مايوركا، وبعد مغامرات أخرى حقق انتصارًا على السفن الفرنسية والفينيسية في ميناء إسكندرون في 11 يونيو. إلا أن نجاحاته أدت إلى تعريض التجار الإنجليز لخطر الانتقام، وتم حثه على المغادرة. عاد ليصبح مسؤولًا بحريًا وفيما بعد حاكمًا لهيئة ترينيتي.
توفيت زوجته فينيشيا، التي كانت تعتبر جميلة شهيرة، فجأة في عام 1633، مما أدى إلى رسم بورتريه شهير على فراش الموت من قبل فان دايك ومرثية من بن جونسون. (كان ديجبي فيما بعد المنفذ الأدبي لجونسون. القصيدة التي كتبها جونسون عن فينيشيا فُقدت جزئيًا، بسبب فقدان الورقة الوسطى من مجموعة أوراق احتوت على النسخة الوحيدة). غرق ديجبي في الحزن وأصبح موضع شك بما يكفي ليأمر العرش بإجراء تشريح جثة (وهو أمر نادر في ذلك الوقت) على جسد فينيشيا. عزل نفسه في كلية جريشام وحاول نسيان أحزانه الشخصية من خلال التجارب العلمية والعودة إلى الكاثوليكية. في كلية جريشام، شغل منصبًا غير رسميًا، دون تلقي أجر من الكلية. قام ديجبي، بجانب الكيميائي المجري يوهانس بانفي هونيادس، ببناء مختبر تحت إقامة أستاذ جريشام لللاهوت حيث أجرى الاثنان تجارب على النباتات.